# Erdbeben bei Ambon 2019
Das Erdbeben bei Ambon 2019 ereignete sich in Indonesien am 26. September 2019 um 08:46 Uhr Ortszeit und hatte eine Stärke von 6,5 Mw auf der Momenten-Magnituden-Skala. Sein Epizentrum lag nach Angaben des United States Geological Survey (USGS) im Meer zwischen den Molukken-Inseln Seram und Ambon.

## Tektonischer Hintergrund
Das von USGS ermittelte Epizentrum liegt 11 Kilometer südlich der Stadt Kairatu und 30 Kilometer nordöstlich der Großstadt Ambon. Die indonesische Agentur für Geophysik BMKG verortet das Epizentrum etwa 12 Kilometer weiter östlich auf der Insel Seram. BMKG gab die Magnitude zunächst mit 6,8 an, korrigierte sie aber später auf 6,5 Mw. Das Beben wurde von etwa 650.000 Menschen mit einer Intensität von V oder höher auf der Modifizierten Mercalliskala wahrgenommen.
Das Hypozentrum des Bebens lag nach Berechnung von USGS in einer Tiefe von 12,3 Kilometern, BMKG gibt eine Herdtiefe von 10 Kilometern an.
Nach Angaben BMKG war das Beben Ergebnis einer Blattverschiebung. Die Verwerfungslinie war bisher noch nicht kartiert. Tsunami-Gefahr bestand nicht. Es kam zu zahlreichen Nachbeben, das stärkste davon mit einer Magnitude von 5,6 Mw. Durch die Installation von elf zusätzlichen Seismographen sollen die tektonischen Vorgänge in der Region genauer erforscht werden.

## Opfer und Schäden
Nach Angaben der indonesischen Katastrophenschutzbehörde BNPB kamen bei dem Beben 41 Menschen ums Leben, 1578 wurden verletzt. Etwa 170.000 Personen mussten in Notunterkünften einquartiert werden.
Aus Angst vor Nachbeben und weil Gerüchte über ein angeblich bevorstehendes größeres Beben mit Tsunami kursierten, kehrten viele Menschen tagelang nicht in ihre Wohnungen zurück. Dadurch stieg die Zahl der als obdachlos gezählten Menschen am 29. September vorübergehend auf über 240.000 an.
Durch das Beben wurden 8753 Gebäude beschädigt. Die Merah-Putih-Brücke über die Bucht von Ambon zeigte Risse im Asphalt, laut der zuständigen Behörde handelte es sich aber nur um oberflächliche Belagschäden über Dehnungsfugen. Die Brücke wurde nicht gesperrt. Das Erdbeben verursachte Erdrutsche und im Dorf Liang im Nordosten der Insel Ambon auch Bodenverflüssigung.
Bei einem Nachbeben der Stärke 5,0 Mw am 10. Oktober kam eine weiter Person ums Leben. Bei einem weiteren Nachbeben der Stärke 5,0 Mw am 12. November kamen zwei Personen ums Leben.
Sozialminister Agus Gumiwang versprach den Familien der Opfer und den durch das Beben geschädigten Wirtschaftsbetrieben finanzielle Unterstützung.

## Belege
1. 1 2 3  M 6.5 - 11km S of Kairatu, Indonesia. USGS, abgerufen am 20. Oktober 2019 (englisch).
2. 1 2 3 4  Gempabumi Tektonik M 6,8 Mengguncang Kota Ambon, Tidak Berpotensi Tsunami. In: bmkg.go.id. 26. September 2019, abgerufen am 30. September 2019 (indonesisch).
3. ↑  M 6.5 in Indonesia on 25 Sep 2019 23:46 UTC. In: gdacs.org. 26. September 2019, abgerufen am 1. Oktober 2019 (englisch).
4. 1 2  Ahli: Bidang Patahan Sumber Gempa Ambon Belum Terpetakan. In: republika.co.id. 30. September 2019, abgerufen am 6. Oktober 2019 (indonesisch).
5. 1 2 3  Agus Wibowo: 11 Seismograf akan Dipasang Pascagempa Maluku. (Memento des Originals vom 20. Oktober 2019 im Internet Archive)  Info: Der Archivlink wurde automatisch eingesetzt und noch nicht geprüft. Bitte prüfe Original- und Archivlink gemäß Anleitung und entferne dann diesen Hinweis. In: bnpb.go.id. 17. Oktober 2019, abgerufen am 20. Oktober 2019 (indonesisch).
6. ↑  Agung Sandy Lesmana, Ummi Hadyah Saleh: Update Gempa Ambon: 39 Orang Tewas dan 1.578 Warga Luka-luka. In: suara.com. 8. Oktober 2019, abgerufen am 8. Oktober 2019 (indonesisch).
7. ↑  M 6.5 Earthquake in Ambon, Indonesia. Flash Update #2. In: reliefweb.int. ASEAN Coordinating Centre for Humanitarian Assistance, 27. September 2019, abgerufen am 30. September 2019 (englisch; PDF; 412 kB).
8. ↑  Agus Wibowo: Pendekatan Antisipasi Hoaks Terus Dilakukan Pascagempa Maluku. (Memento des Originals vom 2. Oktober 2019 im Internet Archive)  Info: Der Archivlink wurde automatisch eingesetzt und noch nicht geprüft. Bitte prüfe Original- und Archivlink gemäß Anleitung und entferne dann diesen Hinweis. In: bnpb.go.id. 2. Oktober 2019, abgerufen am 2. Oktober 2019 (indonesisch).
9. ↑  M 6.5 Earthquake in Ambon, Indonesia. Flash Update #3. In: reliefweb.int. ASEAN Coordinating Centre for Humanitarian Assistance, 2. Oktober 2019, abgerufen am 2. Oktober 2019 (englisch; PDF; 349 kB).
10. ↑  Muhammad Choirul Anwar: Viral! Jembatan Merah Putih Retak Efek Gempa, Masih Aman? In: cnbcindonesia.com. 26. September 2019, abgerufen am 2. Oktober 2019 (indonesisch).
11. ↑  Perbaikan Keretakan Jembatan Merah Putih di Ambon Ditargetkan Rampung 2 Bulan. In: merdeka.com. 30. September 2019, abgerufen am 2. Oktober 2019 (indonesisch).
12. ↑  Wisnoe Moerti: Gempa di Ambon, Siswa SMP Meninggal Tertimpa Bangunan Toko. In: merdeka.com. 10. Oktober 2019, abgerufen am 10. Oktober 2019 (indonesisch).
13. ↑  M 5.0 - 4km WSW of Passo, Indonesia. USGS, 10. Oktober 2019, abgerufen am 10. Oktober 2019 (englisch).
14. ↑  M 5.0 - 5km ENE of Passo, Indonesia. USGS, abgerufen am 14. November 2019 (englisch).
15. ↑  Dampak Gempa Ambon, 2 Meninggal, 9 Luka. (Memento des Originals vom 14. November 2019 im Internet Archive)  Info: Der Archivlink wurde automatisch eingesetzt und noch nicht geprüft. Bitte prüfe Original- und Archivlink gemäß Anleitung und entferne dann diesen Hinweis. In: siwalimanews.com. 14. November 2019, abgerufen am 14. November 2019 (indonesisch).
16. ↑  Rahmat Rahman Patty: Ahli Waris Korban Tewas Gempa Ambon Dapat Santunan Rp 15 Juta. In: kompas.com. 30. September 2019, abgerufen am 30. September 2019 (indonesisch).